# 本間庄三郎
本間 庄三郎（ほんま しょうざぶろう、生没年不詳）は、明治時代初期の実業家。カレースパイスを和風だしに混ぜることを考案した人物として、カレーうどんの始祖ともいわれる。1959年の小説『美し組』において、主人公大倉久平に思いを寄せる男色の親友「正一」のモデルともいわれる。
日光東街道諸川宿の薬屋に生まれ、幼少期に境の本間家へ養子へ出される。長男が士族反乱の騒乱に巻き込まれ殉死したため家業である蕎麦屋の跡継ぎになった本間は、製麺の売り込みで横浜へ赴いた際に西洋料理店で食べたカレーにヒントを得、だし汁にスパイスを混ぜ込んだカレー蕎麦を考案したとされる。しかし境ではカレーのスパイスが滅多なことでは手に入らず、時々の客人に振舞う程度のものであったという。のちにここでカレー蕎麦を食べた東京・三朝庵の店主が早稲田大学の学生向けにカレーうどんを開発し、カレーと和風だしを合わせる食べ方が全国へ爆発的に広がっていくことになる。